# Symplecta brevifurcata
Symplecta brevifurcata är en tvåvingeart som först beskrevs av Alexander 1930.  Symplecta brevifurcata ingår i släktet Symplecta och familjen småharkrankar. Inga underarter finns listade i Catalogue of Life.